# Whitney Houston: I Wanna Dance with Somebody
Whitney Houston: I Wanna Dance with Somebody (mesmo título em Portugal; bra: I Wanna Dance with Somebody – A História de Whitney Houston) é um filme estadunidense de 2022, do gênero drama biográfico, dirigido por Kasi Lemmons. A cinebiografia segue a vida de Whitney Houston (1963–2012). O título veio da música de mesmo nome da cantora estadunidense de 1987. Naomi Ackie estrela o papel principal.
O filme estreou nos cinemas em 21 de dezembro.

## Sinopse
O filme segue a carreira da cantora internacionalmente aclamada e vencedora de vários Grammy Awards Whitney Houston, que morreu em Beverly Hills em 2012, aos 48 anos.

## Elenco
- Naomi Ackie como Whitney Houston
- Stanley Tucci como Clive Davis, produtor musical de Whitney
- Ashton Sanders como Bobby Brown, marido de Whitney
- Tamara Tunie como Cissy Houston, mãe de Whitney
- Nafessa Williams como Robyn Crawford, amiga e assistente de Whitney
- Clarke Peters como John Houston, pai de Whitney

## Lançamento e recepção
O filme foi lançado em 21 de dezembro de 2022 nos Estados Unidos pela Sony Pictures Releasing. Um trailer oficial foi lançado em meados de setembro de 2022.
Muito antes de ser lançado nos cinemas, Whitney Houston: I Wanna Dance with Somebody e, em particular, a atriz principal Naomi Ackie foram contados entre o grande círculo de favoritos para o Oscar 2023.